# Louro (La Coruña)
Louro (llamada oficialmente Santiago de Louro) es una parroquia y lugar español del municipio de Muros, en la provincia de La Coruña, Galicia.

## Localización
Situada en el margen derecho de la ría de Muros y Noya, se encuentra a una altitud con respecto al nivel del mar de unos 194 metros.

## Accesos
La carretera C-550 recorre los 25 km del ayuntamiento; por esta carretera la distancia a Noya es de 30 km, y a Santiago de Compostela es de 62 km. El pueblo está situado en una de las zonas costeras más hermosas y desde el cual se puede llegar por la C-550, por un lado a Cee, Finisterre, Mugía, y por el otro a Noya, Santiago de Compostela o La Coruña

## Geografía
Louro se encuentra entre una serie de formaciones montañosas que configuran una pequeña sierra de alturas próximas a los 500 metros de altitud. Además tiene cerca la costa con playas y por supuesto el monte Louro y el lago que se encuentra a los pies de dicha montaña, lago de Louro, un espacio natural protegido de gran interés ecológico.

## Entidades de población
Entidades de población que forman parte de la parroquia:
- Louro
- Porto do Ancoradoiro (O Ancoradoiro)
- San Francisco
- Taxes
- Ventín
- O Espadanal
- O Fogareiro
- Monte Louro
- O Rial
- Seisidre
- Sistamares
- Vieta
- A Vouga
- A Lavandeira

## Demografía
| Gráfica de evolución demográfica de Louro entre 2000 y 2018 |
|                                                             |
| Datos según el nomenclátor publicado por el INE.            |

## Economía
Históricamente su gente se dedica a trabajar en el mar o a trabajar la tierra.

## Patrimonio
Aparte de estas características, nombrar también otros elementos de gran importancia que se pueden encontrar en el pueblo. Entre ellos podemos citar: los petroglifos, el convento de los Padres Franciscanos, las tradicionales casas de piedra, las fuentes, los cruceiros de pedra, el faro de Louro, la playa de Area Maior (importante complejo dunar), la playa de San Francisco y su pinar, el complejo de Ancoradoiro, etc.

## Festividades
Entre las fiestas que se celebran en la parroquia de Louro están las fiestas de María Magdalena  que se celebran en la última quincena de julio (nunca antes del 22) y las de la Virgen del Carmen (patrona de los marineros) que se celebra una semana después de las de María Magdalena y Santiago Apóstol, patrón del mismo. Señalar también las fiestas de la Villa de Muros, que congregan multitud de gente y que son las fiestas de San Pedro (29 de junio) y las de la Virgen del Carmen (16 de julio). Además, durante todo el año (y sobre todo en verano) se realizan diferentes romerías y celebraciones.